# Категорія роду іменників

## Належність іменників до роду визначається їх морфологічними ознаками
- за формами називного та деяких непрямих відмінків в однині;
- за типами суфіксального словотворення;
- за синтаксичним зв'язком з іншими словами в реченні;
- за семантикою.

У більшості випадків на рід іменника вказує не одна з названих ознак, а декілька.
Так, наприклад, виразником жіночого роду іменника ворона у словосполученні білу ворону є:
- флексія знахідного відмінка -у,
- синтаксичний зв'язок із прикметником біла,
- семантика — позначення живої істоти жіночого роду.

Але особливої флексії для вираження роду немає, одна і та ж флексія синкретично поєднує в собі значення роду, числа й відмінка.
Інколи відмінкові форми різних родів збігаються, тому в окремих випадках виразником приналежності іменника до певного роду є лише:
- синтаксичний зв'язок з іншими словами в реченні (контекст)
- семантика.

Миха'йло, Миха'йла, Миха'йлом і о'зеро, о'зера, о'зером.
У даному випадку рід можна визначити лише за допомогою контексту або за семантикою: Миха'йло прийшов додому, не впіймавши ані лусочки — о'зеро аж кипіло хвилями на вітрі.

## Синтаксичні зв'язки бувають єдиним виразником роду деяких невідмінюваних запозичених іменників
- швидкісне метро,
- флегматичний шимпанзе.

Відомо, що у множині відмінкові форми іменників не виражають приналежності до якогось певного роду.
Правда, ми сприймаємо форми множини іменників як співвідносні з формами однини, тому для нас розкривається значення роду: дуби — дуб (чол. рід), стодоли — стодола (жін. рід).
Категорія роду у множині розкривається також у способах узгодження, характерних для певних складних синтаксичних конструкцій: «Нам запропонували цікаві роботи, одна з яких була надзвичайно популярною».

## Іменники спільного роду
В українській мові рід іменників може вживатися в одній і тій же формі зі значенням кількох родів. Ці іменники спільного роду переважно емоційно забарвлені, називають істоту чи особу і вказують на притаманну ознаку. Найбільшу групу становлять іменники зі значенням чоловічого і жіночого роду: бідолаха, волоцюга, гуляка, заволока, заїка, ненажера, падлюка, псюка, собака, скотина, єхидна, заброда, замурза, підлиза, нездара, потвора, нероба, нехлюя, нікчема, роззява, а також сусіда, слуга, сирота, листоноша та ін. Такі іменники набувають рід тієї особи чи істоти, яку вони означають. На рід таких іменників вказує контекст (граматичний зв'язок у реченні із залежними від них словами — означеннями, присудками — дієсловами минулого часу, умовного способу): А дівчина-сиротина у наймах марніє… Заспіває та й згадає, що він сиротина… Отакий-то мій Ярема, сирота убогий! (Т. Г. Шевченко)
Інколи граматична форма буває настільки впливова, що в деяких випадках означення-прикметник узгоджується з іменником в жіночому роді, а дієслово-присудок виступає в чоловічому роді під впливом семантики: Чи правда, що тая гординя та в тебе закохався? (М.Вовчок)
Залежно від змісту спільного значення роду набувають деякі прізвища: наприклад на -ко, -чук: Москаленко, Шевченко, Демчук, Ковальчук. Характерним для даних прізвищ є те, що вони відмінюються за відмінками, коли набувають значення чоловічого роду і є незмінюваними у тих випадках, коли мають значення жіночого роду: Петр-о Коваленк-о — Петр-а Коваленк-а — Петр-у (Петр-ові) Коваленк-у (Коваленк-ові) та Mapij-a Коваленко — Mapij-i Коваленко — Mapij-у Коваленко.
Спільного значення роду набувають і вже раніше згадувані нами іменники типу директор, економіст, декан, кандидат, доцент та ін. Жіночий рід граматично виявляється в подібних іменниках досить своєрідно: прикметники узгоджуються з формою іменника, а дієслова (чи предикативні сполуки) — зі змістом цього іменника: Наш викладач відповіла на наші запитання.
Спільного — чоловічого й середнього або жіночого і середнього роду — є іменники на -о, що означають негативні якості особи: дівчисько (така, таке), хлопчисько (такий, таке), бабисько (така, таке), ледащо (таке, така, такий), базікало (таке, така, такий) та ін.: Характерним для подібних іменників є така річ: іменники середнього роду стосуються осіб обох статей — чоловічої і жіночої, а іменники чоловічого чи жіночого позначають лише відповідні особи чоловічої чи жіночої статей: базікало, ледащо і под., напр.: «Оте бісове ледащо і до церкви не сходить в неділю, а йде в шинок!» (І.Нечуй-Левицький)
Спільного роду — чоловічого і середнього та жіночого і середнього — є іменники, утворені від назв чоловічого або жіночого роду за допомогою суфікса -ищ- на позначення згрубілості: ведмедище, носище, морозище, парубище (такий, таке) і ручище, дівчище, бабище, коровище (така, таке). Цікаво, що іменники спільного (чоловічого і середнього) роду мають спільну парадигму відмінювання, а іменники спільного (жіночого і середнього) роду мають різні відмінкові парадигми: якщо має значення жіночого роду, то відмінюється як іменник І відміни (бабище, бабищі, бабищі, бабищу, бабищею, (на) бабищі), а якщо має значення середнього роду, то відмінюється як іменник II відміни (бабище, бабища, бабищу, бабищу, бабищем, (на) бабищі.)
Також іменники спільного роду можуть утворюватися від назв чоловічого або жіночого роду за допомогою інших суфіксів зі значенням згрубілості, збільшеності: -ук- (-юк-), -уч- (-юч-), -уг- (-юг-) -иськ- та ін.: вітрюга, свинюка, хлопчисько.

## Рід абревіатур
Відмінювані абревіатури, утворені поєднанням початкової частини слова (чи частин слова) з повною формою іменника, зберігають значення роду відповідного іменника: довгоочікувана зарплата, студентська профспілка, міська санепідемстанція, столичний педуніверситет.
Відмінювані абревіатури, що утворюються з початкових звукосполучень або звуків кількох слів, а також ті, що утворюються поєднанням початкових частин слів, значення чоловічого роду набувають за зовнішньою подібністю до іменників II відміни на приголосний: Ковельський ліспромгосп, районний військоммат, Центральний загс, найкращий виш, занедбаний колгосп.
Невідмінювані абревіатури, утворені поєднанням початкової частини першого слова повної назви з формою непрямого відмінка другого слова, мають рід першого складового елемента: нечесний завскладом, суворий комроти, веселий помкомвзводу.
Рід інших невідмінюваних абревіатур визначається за родом іменника, який входить до абревіатури в називному відмінку однини: міський райвно (відділ — чол. рід), важлива НТР (революція — жін. рід). Проте тут можуть бути і винятки: НАТО повідомило — середній рід (набуто за зовнішньою подібністю до іменників середнього роду). До речі, це запозичена абревіатура — НАТО (NATO — North Atlantic Treaty Organization — з англ. Північно-атлантична договірна організація). Подібно до цього набуває значення середнього роду і така абревіатура, як ЮНЕСКО.
У підручнику «Сучасна українська літературна мова» розрізняють три типи абревіатур: складовий, змішаний та ініціальний і визначають ці три типи так: «1. Складовий тип — це складноскорочені слова, утворені усіченням основ кількох слів.
2. Змішаний тип — це складноскорочені слова, утворені поєднанням усіченої початкової основи (одного чи двох) з цілим словом. У науковій літературі до іменників цього типу належать також слова, першою частиною яких виступають морфеми іншомовного походження авіа-, авто-, фото-, аеро-, гідро- і подібні, що приєднуються до цілого слова.
3. Ініціальний тип — це утворення складноскорочених слів від початкових звуків чи букв. Тобто ініціальний тип автори поділяють на підтипи.
Звуковий підтип складають слова, утворені поєднанням початкових звуків слів (ноп — наукова організація праці; ІТА — інформаційне телеграфне агентство). Особливість слів звукового типу та, що вони читаються як звичайне слово.
Буквений підтип складають слова, утворені від назв початкових букв слів (слово вимовляється за назвами букв), наприклад: МВС — Міністерство внутрішніх справ (ем-ве-ес); НПУ — Національний педагогічний університет (ен-пе-у).
Буквено-звуковий (змішаний) тип — це слова, утворені поєднанням звуків і букв: ДТСААФ — Добровільне Товариство Сприяння Армії, Авіації і Флоту (де-те-са-аф).
Ініціальний тип продуктивний у його перших двох різновидах (звуковий і буквений), змішаний використовується рідко»/
Тобто, у цьому підручнику існує два змішані типи абревіатур: «складноскорочені слова, утворені поєднанням усіченої початкової основи (одного чи двох) з цілим словом» (основний класифікаційний тип) і «слова, утворені поєднанням звуків і букв» (підтип ініціальних абревіатур) [1, с. 181 ].

## Рід незмінюваних іменників
При визначенні роду незмінюваних іменників треба мати на увазі, що:
- серед іншомовних слів назви осіб набувають рід відповідно до статі: ця леді, цей аташе, випещений денді;
- назви тварин мають чоловічий рід: австралійський кенгуру, домашній шимпанзе, шотландський поні;
- назви неістот належать переважно до середнього роду: бюро, журі, кіно, меню, рагу, кашне, пенсне;
- власні назви зберігають рід загальних назв: Екзюпері (письменник), Жорж Санд (письменниця), Юманіте (газета), велике Тбілісі (місто), знамените Онтаріо (озеро), мутна Огайо (річка) і Огайо (штат) прийняв гостей.